# Fresatura (agricoltura)

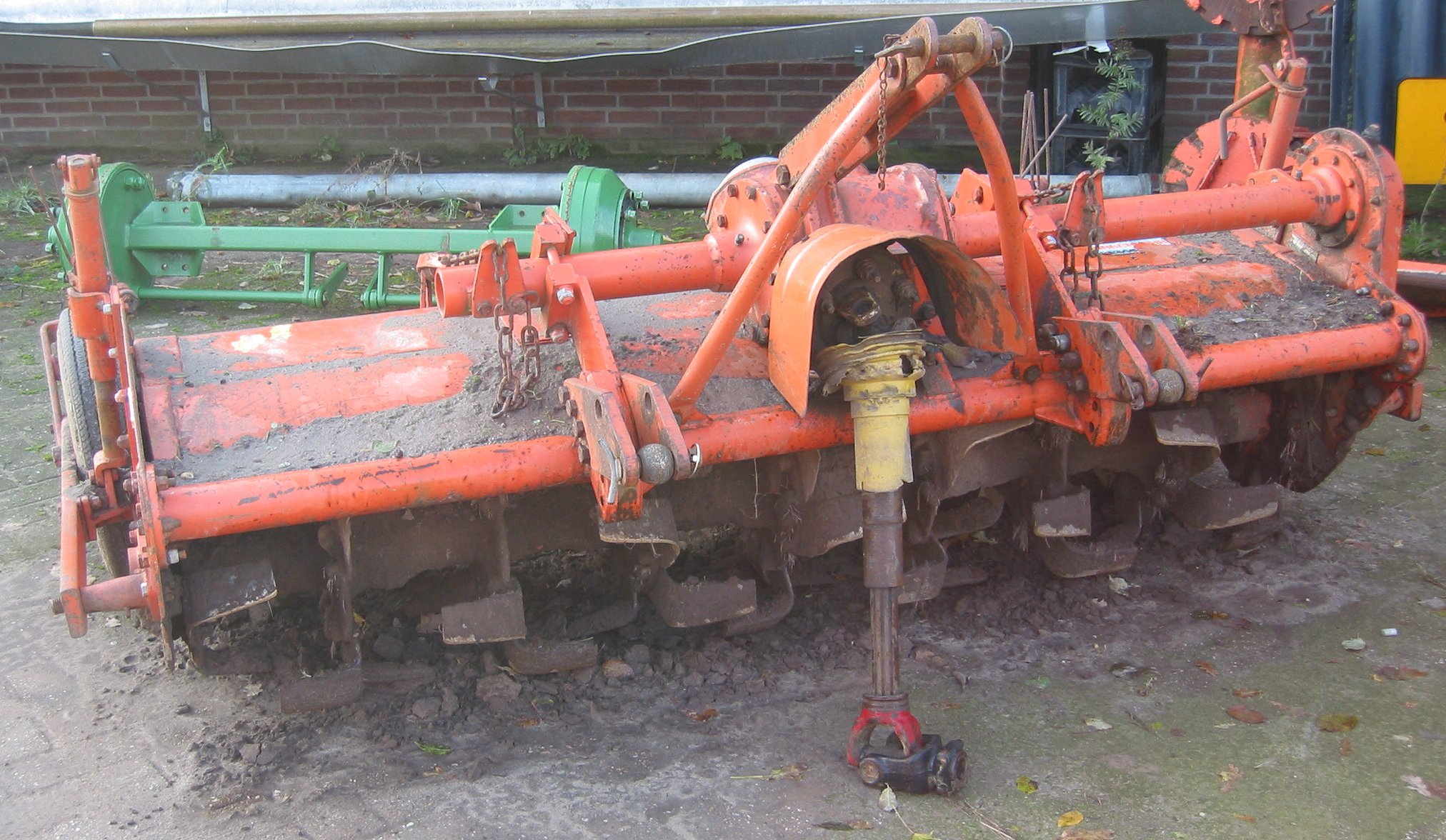
Zappatrice rotativa. Tipo portato dal trattore, adatto per lavori in pieno campo su grandi e medie superfici

La fresatura, in agricoltura, è una lavorazione del terreno eseguita da organi discissori rotativi che provocano lo sminuzzamento e il rimescolamento degli strati superficiali.

## Aspetti concettuali

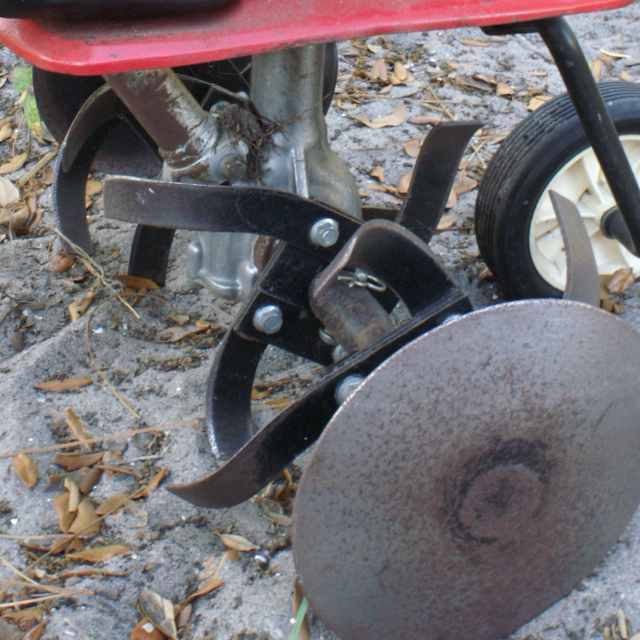
Zappatrice semovente detta motozappa, adatta per lavori in piccoli orti o frutteti

Il meccanismo della lavorazione si basa sul principio della fresatura in senso lato: un utensile sagomato ruotante ad alta velocità provoca con l'avanzamento l'erosione di uno strato di terreno sminuzzandolo in zollette che vengono rimescolate e stratificate subito dietro l'attrezzo. 
Le macchine impiegate per l'esecuzione del lavoro sono dette fresatrici o zappatrici rotative. La fresatrice tipo è una macchina operatrice applicata all'attacco a tre punti del trattore. Gli organi lavoranti sono composti da una serie di lame sagomate, dette coltelli, fissate su un asse orizzontale ruotante mosso, tramite una trasmissione dalla presa di potenza del trattore. Sul telaio della macchina è applicato un carter posteriore che ha lo scopo d'impedire che le zollette erose siano scagliate a distanza, facendo in modo che si stratifichino subito dopo l'organo lavorante. Pur svolgendo un lavoro simile, le zappatrici rotative si distinguono dalle fresatrici propriamente dette per avere i coltelli rigidi, mentre le fresatrici hanno organi lavoranti elastici. 
La lavorazione richiede lo sviluppo di una potenza non trascurabile da parte del trattore, in funzione della profondità e della larghezza di lavoro. Trattandosi di macchine portate e dotate di azione attiva, non sono richieste particolari forze di trazione, pertanto l'accoppiamento migliore è con trattori a 2 ruote motrici dotati di potenza sufficientemente adeguata. La profondità di lavorazione in genere non supera i 30 cm. 
Su piccole superfici s'impiegano zappatrici rotative semoventi dette motozappe. Queste macchine sono provviste da un ampio manubrio posteriore per la manovra a spinta e il comando della macchina da parte dell'operatore che procede a piedi.

## Caratteristiche del lavoro
La fresatura è un lavoro molto energico e un solo intervento è sufficiente a preparare il letto di semina. Il terreno lavorato in tempera si presenta molto soffice, con una superficie abbastanza regolare e zollette di dimensioni uniformi. Lavorato allo stato coesivo mostra invece un'eccessiva polverizzazione, aspetto negativo in quanto responsabile della successiva formazione della crosta superficiale. Va evitata assolutamente anche la lavorazione del terreno allo stato plastico in quanto l'azione dei coltelli provoca un'eccessiva compressione sia sulle zolle sia sullo strato non lavorato.
Un inconveniente associato alla fresatura è l'eccessiva sofficità del terreno dopo la lavorazione, evidenziata dall'aumento di volume. In seguito, con le piogge o l'irrigazione, il terreno si assesta. Questo fatto potrebbe ridurre la profondità di semina portando i semi quasi in superficie e compromettere la germinazione. Per questo motivo è consigliabile interporre fra la fresatura e la semina una leggera rullatura per contenere l'eccessiva sofficità.

## Posizione nelle lavorazioni
Per le sue caratteristiche la fresatura si colloca negli schemi di lavorazione ordinari delle coltivazioni erbacee come lavoro principale in alternativa all'aratura. Meno frequente è il ricorso alla fresatura come lavorazione complementare soprattutto per i consumi energetici richiesti dall'abbinamento dell'aratura e della fresatura e perché la preparazione del letto di semina si può eseguire in modo efficace anche con l'erpicatura. Come lavoro di coltivazione si può eseguire una fresatura leggera in alternativa alla sarchiatura quando la larghezza della macchina è compatibile con le distanze fra le file.
La fresatura si propone come uno degli interventi più efficaci nelle tecniche di minimum tillage in quanto è in grado di preparare il letto di semina in un solo passaggio senza richiedere altre operazioni se non, eventualmente, una rullatura prima della semina. In particolare si rivela utile per preparare il letto di semina delle colture intercalari perché permette di snellire sensibilmente i tempi se eseguita come lavorazione superficiale.
In arboricoltura e in viticoltura è una delle lavorazioni più frequenti che hanno sostituito del tutto l'aratura. La lavorazione è superficiale, limitata ai primi 10-15 cm, con gli stessi scopi della sarchiatura (controllo delle piante infestanti e rottura della risalita capillare dell'acqua). La lavorazione dell'interfila si può effettuare con zappatrici rotative di adeguata larghezza. La lavorazione sui filari richiede invece l'impiego di zappatrici munite di tastatore e di dispositivo di scarto laterale. Queste macchine operano parallelamente alla direzione di avanzamento del trattore e rientrano lateralmente quando il dispositivo tastatore incontra un ostacolo. In questo modo sono in grado di lavorare una fascia lungo il filare evitando i fusti degli alberi e i pali di sostegno.

## Pregi e difetti
Rispetto all'aratura, la fresatura offre i seguenti vantaggi:
- Riduzione dei tempi richiesti per la preparazione del terreno. La fresatura non ha un'elevata capacità oraria di lavoro. Sotto questo punto di vista può essere paragonata all'aratura, tuttavia il grado di sminuzzamento del terreno è tale che in genere non richiede lavorazioni complementari. Nel complesso, quindi, la fresatura è una valida alternativa alle lavorazioni classiche che prevedono uno o più lavori complementari dopo l'aratura.
- Migliore adattamento alla lavorazione di terreni in pendio e di appezzamenti di forma irregolare.
- Efficace rimescolamento del terreno con distribuzione omogenea dei concimi in tutto il profilo lavorato.
- Possibilità di lavorare terreni umidi in profondità ma asciutti in superficie.
- Sminuzzamento dei residui colturali in dimensioni più adatte alla decomposizione e all'umificazione.
- Ottimo controllo sulle piante infestanti annuali.

Per quanto riguarda i difetti, i principali sono i seguenti:
- Richiesta di elevate potenze. Le macchine in grado di eseguire lavorazioni profonde (25-30 cm) su fasce piuttosto larghe richiedono la disponibilità di trattori di elevata potenza che per la maggior parte dei lavori aziendali sarebbero sovradimensionati, specie quando si tratta di macchine a due ruote motrici. Per contro si può ricorrere a lavorazioni superficiali e di larghezza contenuta, ma in questi casi si riduce la capacità oraria e si ottengono lavorazioni di qualità inferiore.
- Maggiori rischi di degradazione della struttura del terreno. A causa dell'elevata sofficità i terreni fresati hanno una minore portanza, perciò sono più sensibili agli effetti del calpestamento e dell'assestamento.
- Difficoltà di controllo delle piante infestanti perenni. Si tratta di uno dei difetti più importanti della fresatura. I coltelli provocano infatti la frammentazione e lo spargimento dei rizomi favorendo la diffusione delle infestanti rizomatose (es. la gramigna e la sorghetta).
- Elevati costi di manutenzione. Gli organi lavoranti sono soggetti ad una rapida usura, specie se usati in terreni compatti o ricchi di scheletro, perciò è necessario ricorrere a frequenti sostituzioni.
- La lavorazione è solo superficiale. Crea uno strato di terra compatta al di sotto della superficie lavorata e non consente un buon drenaggio del terreno.

## Contesti operativi
In generale nelle coltivazioni erbacee di pieno campo la fresatura non riscuote particolari successi in quanto gli inconvenienti associati a questa lavorazione la rendono poco competitiva nei confronti di uno schema tradizionale. In pieno campo si rivela tuttavia utile in tecniche di minimum tillage e nella preparazione del terreno per una semina in secondo raccolto.
In orticoltura e floricoltura la fresatura è una valida alternativa alle lavorazioni classiche in quanto si adatta bene ad un contesto caratterizzato da avvicendamenti colturali ripetuti in cui è necessario ridurre quanto più è possibile i tempi di preparazione del terreno per la successiva semina o trapianto. Per gli stessi motivi la fresatura può trovare spazio anche nell'orticoltura in pieno campo. Nelle colture protette si propone come soluzione ottimale, se non obbligata, in quanto il ridotto volume d'ingombro delle fresatrici si presta meglio per la lavorazione del terreno all'interno delle serre e dei tunnel.
In arboricoltura infine si propone come un'alternativa preferibile all'aratura e, in parte, ad altre lavorazioni superficiali come ad esempio l'impiego di erpici o di attrezzi discissori.